# اوریکولا
اوریکولا (به ایتالیایی: Oricola) یک منطقهٔ مسکونی در ایتالیا است که در استان لاکویلا واقع شده‌است.

## خصوصیات
اوریکولا ۱۸٫۴۰ کیلومترمربع مساحت و ۱٬۱۵۴ نفر جمعیت دارد و ۸۱۰ متر بالاتر از سطح دریا واقع شده‌است.